# 大口真洋
大口真洋（おおぐち まさひろ、1976年〈昭和51年〉1月6日 - ）は、大阪府堺市堺区出身の元プロバスケットボール選手（シューティングガード）、指導者。浜松学院大学バスケットボール部初代ヘッドコーチ。
20年間の現役生活すべてを現在の三遠ネオフェニックスで過ごし、4度優勝メンバーとなった。日本リーグ・スーパーリーグ・bjリーグ・B.LEAGUEと4つのトップリーグでのプレー経験を持つ。現役引退後、浜松学院大学男子バスケットボール部の初代監督を務めている。

## 来歴
12歳の時、堺市立月州中学校に入学と同時にバスケットボールを始める。初芝高等学校（現・初芝立命館中学校・高等学校）を経て、1998年にオーエスジーフェニックスに加入。2003年のオールジャパンではベスト5に選出される。bjリーグ転籍後の浜松では主将を務める。2009-10シーズンプレイオフで優勝に貢献し、プレイオフMVPを受賞する。2014-15シーズンよりアシスタントコーチを兼任。『ミスターフェニックス』『神様仏様大口様』と親しまれ引退の日も『猿飛佐助』の如くコートを走り回り会場をわかせ、2018年に現役引退。背番号3は永久欠番となった。
2018年浜松学院大学男子バスケットボール部初代監督に就任。
妻はFM豊橋パーソナリティ天野二美

## 記録
bjリーグ1試合最多3ポイントシュート成功数　
- 10本：2010年5月22日、プレイオフ・新潟戦（2012－13シーズンにエイドリアン・トーマスが更新するまで1位）

## 経歴
- 月州中学校 - 初芝高 - 天理大学- オーエスジーフェニックス東三河/浜松・東三河フェニックス/三遠ネオフェニックス（1998年〜2018年）

## 主な成績
| シーズン  | チーム       | GP | GS  | MPG  | FG%  | 3P%  | FT%   | RPG | APG | SPG | BPG | TO  | PPG |
| --------- | ------------ | -- | --- | ---- | ---- | ---- | ----- | --- | --- | --- | --- | --- | --- |
| JBL 07-08 | オーエスジー | 30 | --- | 11.0 | 57.6 | 54.8 | 54.5  | 1.1 | 0.6 | 0.6 | 0.0 | 0.3 | 3.4 |
| bj 08-09  | 浜松         | 50 | --- | 18.6 | 34.6 | 32.6 | 85.4  | 2.4 | 1.4 | 1.9 | 0.0 | 0.4 | 5.2 |
| bj 09-10  | 浜松         | 52 | 12  | 24.2 | 36.3 | 37.3 | 75.6  | 2.5 | 2.0 | 1.6 | 0.0 | 0.8 | 6.1 |
| bj 10-11  | 浜松         | 40 | 1   | 21.3 | 39.7 | 39.3 | 64.9  | 2.3 | 1.8 | 1.4 | 0.0 | 0.5 | 6.0 |
| bj 11-12  | 浜松         | 48 | --- | 17.6 | 44.0 | 37.1 | 79.1  | 1.9 | 1.1 | 1.5 | 0.0 | 0.3 | 5.6 |
| bj 12-13  | 浜松         | 52 | 14  | 19.5 | 34.7 | 33.6 | 77.8  | 2.0 | 1.0 | 0.6 | 0.0 | 0.4 | 4.6 |
| bj 13-14  | 浜松         | 52 | 27  | 25.3 | 39.5 | 36.2 | 77.1  | 2.8 | 1.2 | 1.4 | 0.1 | 0.7 | 6.5 |
| bj 14-15  | 浜松         | 52 | 3   | 20.2 | 44.0 | 44.9 | 77.4  | 2.1 | 0.8 | 0.9 | 0.0 | 0.4 | 6.0 |
| bj 15-16  | 浜松         | 52 | 3   | 13.8 | 34.2 | 32.7 | 73.9  | 1.6 | 0.8 | 0.7 | 0.0 | 0.4 | 4.2 |
| B1 16-17  | 三遠         | 20 | --- | 3.5  | 35.0 | 18.8 | 100.0 | 0.3 | 0.1 | 0.1 | 0.0 | 0.1 | 0.9 |